# Nena, puedes conducir mi auto
Nena, puedes conducir mi auto (en España Coche nuevo) es el décimo episodio de la primera temporada de la serie de Estados Unidos, ALF. Donde ALF vende las partes de oro de su nave para darle un auto a Lynn.

## Sinopsis
ALF ve a Lynn muy triste porque no puede conseguir un auto y, viendo cómo ella se mataba trabajando para conseguir uno, la sorprende con un Ferrari rojo con teléfono que Willie desea devolver al otro día. Pero mientras los Tanner comenzaban a hablar sobre devolver el auto, ALF lo arranca y los deja en la casa solos. Kate dice que quizá no esté muy lejos, pero Willie cree que con la velocidad que alcanza el coche podría estar en México. ALF llama por el teléfono del auto y dice que va tan rápido, que puede insultar a los demás conductores sin que ellos lo vean. Tras una larga espera el auto choca contra la cochera de los Tanner.